# Stefanía Roitman
Stefanía Roitman (Buenos Aires, 18 de julio de 1994) es una actriz, modelo y presentadora de televisión argentina. Es conocida por su papel antagónico de Luciana «Lula» Achával en la telenovela juvenil Simona (2018) de eltrece.

## Biografía
Roitman nació el 18 de julio de 1994 en el barrio de Villa del Parque, Buenos Aires. Es la primera hija de Gabriel Roitman y Valeria Abraham. En su infancia y adolescencia, Roitman estudió danza en la escuela y se también se formó en jazz, junto con su hermana menor Chantal.

## Carrera profesional
Stefanía Roitman comenzó su carrera como modelo, realizando diversas campañas publicitarias para la marca de ropa juvenil 47 Street. En 2012, Roitman ingresó como participante de la academia de Operación Triunfo: La Banda, reality emitido por Telefe, sin embargo, tras avanzar varias galas decidió abandonar el programa para dedicarse a sus estudios universitarios.
A partir de 2015, se convirtió en una de las conductoras del ciclo infantil Hi-5 Fiesta emitido por Discovery Kids. Allí se destacó por ser la encargada del segmento de juegos de palabras junto a Charlafina.
En 2018, interpretó a Luciana «Lula» Achával, un papel antagónico, en la telenovela juvenil Simona, transmitido por El trece. También participó en su adaptación teatral en el Luna Park. Poco después, fue convocada para reemplazar a Florencia Vigna en la conducción del programa Tenemos Wifi de KZO, que luego pasó a la pantalla de Net TV, junto a Nicolás Occhiato.
En 2019, abandonó el programa Tenemos Wifi para conducir junto a Gastón Soffritti el ciclo de parejas Pareja o despareja, emitido por Net TV. Ese mismo año, tuvo una participación en la ficción Millennials del mismo canal, donde personificó a Natalia Álvarez. Ese mismo año, fue la conductora de la primera temporada del programa Editando tele con José María Muscari en la TV Pública.
En septiembre de 2020, Roitman fue presentadora del programa de entrevistas digital #Modo Live transmitidos en las redes sociales de Telefe. Durante 2021, Roitman fue la responsable de cubrir el detrás de escena del programa La Voz Argentina y a la vez fue la conductora del programa derivado El regreso. Ese mismo año, retornó a la actuación interpretando el papel de Carolina en la serie biográfica Maradona, sueño bendito y prestó su voz para el personaje de Igu en la película animada infantil Koati. A fines de 2021, Roitman fue la encargada de conducir el reality show Desafío superlike emitido por Telefe.
A mediados de 2022, Roitman formó parte de la serie documental Los Montaner de Disney+, donde se mostró su casamiento con Ricky Montaner. En 2023, se unió a la segunda temporada de la serie musical Días de gallos de HBO Max, en la cual personificó a Violeta de los Santos, una joven que trabaja en el área de prensa de una empresa discográfica.

## Vida personal
Luego de su paso por la quinta temporada de Operación Triunfo en 2012, Roitman comenzó sus estudios universitarios en la Universidad Torcuato Di Tella en Buenos Aires, donde cursó la carrera de Licenciatura en Economía de la empresa, la cual finalizó en 2018.
Desde 2020, se encuentra en una relación con el cantante venezolano Ricky Montaner, miembro del dúo Mau & Ricky. En enero de 2022 contrajeron matrimonio en Argentina. A través de su pareja, es nuera del cantante argentinovenezolano Ricardo Montaner y de Marlene Rodríguez, y cuñada de los cantantes Mau Montaner y Evaluna Montaner.

## Filmografía

### Cine
| Año  | Título              | Papel         | Notas         |
| ---- | ------------------- | ------------- | ------------- |
| 2021 | Koati               | Igu           | Voz           |
| TBA  | Ciudades de refugio | Oficial Domig | Posproducción |

### Televisión
| Año       | Título                      | Papel                  | Notas               |
| --------- | --------------------------- | ---------------------- | ------------------- |
| 2012-2013 | Operación Triunfo: La banda | Participante           | Abandono voluntario |
| 2015-2016 | Hi-5 Fiesta                 | Stefi                  |                     |
| 2018      | Simona                      | Luciana «Lula» Achával |                     |
| 2018-2019 | Tenemos Wifi                | Coconductora           |                     |
| 2019      | Pareja o despareja          | Conductora             |                     |
| 2019      | Showmatch: Súper bailando   | Participante           | 1.ra eliminada      |
| 2019      | Millennials                 | Natalia Álvarez        | Temporada 2         |
| 2019      | Con amigos así              | Panelista              |                     |
| 2019      | Editando tele               | Coconductora           |                     |
| 2020      | #Modo Live                  | Host digital           |                     |
| 2021      | La Voz Argentina            | Host digital           | Temporada 3         |
| 2021      | La Voz: El regreso          | Host digital           |                     |
| 2021      | Maradona, sueño bendito     | Carolina               |                     |
| 2021-2022 | Desafío superlike           | Conductora             |                     |
| 2022-2024 | Los Montaner                | Ella misma             |                     |
| 2023      | Días de gallos              | Violeta de los Santos  | Temporada 2         |

### Videos musicales
| Año  | Video             | Artista                             |
| ---- | ----------------- | ----------------------------------- |
| 2019 | «XXL»             | REYDEL                              |
| 2020 | «Una y mil veces» | MYA y Mau & Ricky                   |
| 2020 | «Por primera vez» | Camilo y Evaluna Montaner           |
| 2020 | «Tattoo» (remix)  | Rauw Alejandro y Camilo             |
| 2021 | «Te falló»        | Manuel Turizo                       |
| 2021 | «3 de la mañana»  | Mau & Ricky, Sebastián Yatra y Mora |
| 2023 | «Yo no fumo»      | Ricardo Montaner y Carlos Rivera    |
| 2024 | «Bi»              | Sofía Reyes                         |

## Teatro
| Año  | Título          | Papel                  | Lugar     |
| ---- | --------------- | ---------------------- | --------- |
| 2018 | Simona, en vivo | Luciana «Lula» Achával | Luna Park |

## Premios y nominaciones
| Año  | Organización                  | Categoría                               | Trabajo    | Resultado | Ref(s) |
| ---- | ----------------------------- | --------------------------------------- | ---------- | --------- | ------ |
| 2018 | Kids' Choice Awards Argentina | Villana favorita                        | Simona     | Nominada  | [ 21 ] |
| 2018 | Fans Awards                   | Diosa                                   | Ella misma | Nominada  | [ 22 ] |
| 2018 | Fans Awards                   | Revelación                              | Ella misma | Nominada  | [ 22 ] |
| 2019 | Premios Martín Fierro         | Artista revelación                      | Simona     | Nominada  | [ 23 ] |
| 2021 | Premios Los Más Clickeados    | Famosos con más popularidad en internet | Ella misma | Ganadora  | [ 24 ] |